# Eriogonum spergulinum
Eriogonum spergulinum är en slideväxtart som beskrevs av Asa Gray. Eriogonum spergulinum ingår i släktet Eriogonum och familjen slideväxter.

## Underarter
Arten delas in i följande underarter:
- E. s. pratense
- E. s. reddingianum